# Приключения молодого господина
«Приключения молодого господина» (кит. 少爷的磨难，少爺的磨難, нем. Ein Chinese sucht seinen Mörder) — приключенческий кинофильм режиссёров У Игуна и Цзянь Чжана, вышедший на экраны в 1987 году. Фильм снят по мотивам романа Жюля Верна «Треволнения одного китайца в Китае», совместное производство студий Shanghai Film Studio (КНР) и Manfred Durniok Filmproduktion/Saarländischer Rundfunk (ФРГ).

## Сюжет
У Цзинь Фу — молодого человека, привыкшего к роскоши и безделью, умирает отец и он становится наследником огромного состояния. Однако очень скоро приходит известие, что банк, в котором хранились деньги отца обанкротился и у Цзинь Фу не осталось ни гроша. У него описывают имущество и мебель, из дома уходят все слуги, кроме старого учителя Вана Чжэ и слуги Агена. Казалось для Цзинь Фу все кончено, но тут он получает письмо от своей невесты — Лянь Хуа, которая узнав о его несчастье, заложила свой дом и выслала ему чек на восемь тысяч долларов.
Осознав, на какую жертву пошла девушка ради него, Цзинь Фу решает ее отблагодарить. Он страхует свою жизнь на 200 тысяч долларов, завещав 150 тысяч невесте и 50 тысяч учителю Вану. В страховке предусмотрена выплата даже в случае самоубийства, чем и решает воспользоваться Цзинь Фу. Он пытается покончить с жизнью разными способами, но ему не хватает мужества, да и страховая компания твердо намерена не упустить деньги и при помощи двух своих агентов расстраивает его планы. Тогда Цзинь Фу просит учителя Вана Чжэ, занимающегося боевым ушу, убить его, на что тот дает свое согласие. Сделка заключена, но на следующее утро Цзинь Фу получает сообщение, что акции его банка были объектом биржевых манипуляций и сейчас его состояние стало еще больше.
Мысли о смерти покидают молодого человека, однако радость омрачается страхом перед Ваном Чжэ, который вероятно намерен выполнить свое обещание. Цзинь Фу, в сопровождении верного Агена и двух агентов страховой компании, покидают Шанхай в надежде укрыться от Вана Чжэ. В пути их ждет множество веселых приключений и опасностей, начиная от солдат безжалостного генерала Ли, который хочет женить Цзинь Фу на своей дочери и кончая заброшенными гробницами и разбойниками. Лянь Хуа, узнав в какую ситуацию попал ее жених, переодевается мужчиной и тайно помогает ему в критические моменты. Наконец, два месяца на которые оформлена страховка жизни Цзинь Фу заканчивается и его смерть перестает быть актуальной, генерал Ли побежден, а учитель Ван Чжэ объясняет, что он не собирался убивать Цзинь Фу, а все это время был рядом, наблюдая за тем, как тот меняется к лучшему.

## В ролях
- Пейси Чен — Цзинь Фу
- Розалинд Чао — Лянь Хуа, невеста главного героя
- Вэй Ли — Ван Чжэ, учитель
- Яо Эр Га — Аген, слуга
- Рольф Хоппе — Директор страховой компании
- Циншу Ху — Генерал Ли

## Источник для экранизации
Фильм снят по мотивам романа Жюля Верна «Треволнения одного китайца в Китае». Из трех существующих на начало 2025 года экранизаций романа — этот фильм наиболее близок к сюжету первоисточника.

## Прокат в СССР
В 1989 году фильм был дублирован на киностудии «Ленфильм» и в октябре 1990 года выпущен в советский прокат.